# دوري كرة القدم الأوكراني الدرجة الثانية 1998–99
دوري كرة القدم الأوكراني الدرجة الثانية 1998–99 (بالأوكرانية: Чемпіонат України з футболу 1998—1999: друга ліга)‏ هو موسم من دوري كرة القدم الأوكراني الدرجة الثانية ‏. فاز فيه هوفيرلا أوجهورود ‏.